# 테미르 사리예프
테미르 아르겜바예비치 사리예프(키르기스어: Темир Аргембаевич Сариев, 1963년 6월 17일 ~ )는 키르기스스탄의 정치인이다. 2010년부터 경제부 장관으로 지냈고 2015년 5월부터 2016년 4월까지 키르기스스탄의 총리를 역임하였다. 총리 재직 시절에 입찰 개입 비리 혐의로 물러났다. 사리예프 총리는 무죄라고 주장하고 있다. 이후 사리예프 총리는 2017년 10월에 열리는 대통령 선거에 출마를 선언하였다.

## 역대 선거 결과
| 선거명      | 직책명                | 대수 | 정당     | 득표율 | 득표수    | 결과 | 당락 |
| ----------- | --------------------- | ---- | -------- | ------ | --------- | ---- | ---- |
| 2009년 선거 | 키르기스스탄의 대통령 | 2대  | 악슘카르 | 6.51%  | 149,658표 | 3위  | 낙선 |
| 2017년 선거 | 키르기스스탄의 대통령 | 5대  | 악슘카르 | 2.57%  | 43,311표  | 4위  | 낙선 |

| 전임 조마르트 오토르바예프 | 제17대 키르기스스탄의 총리 2015년 5월 1일 ~ 2016년 4월 13일 | 후임 소론바이 젠베코프 |